# Aladlammú

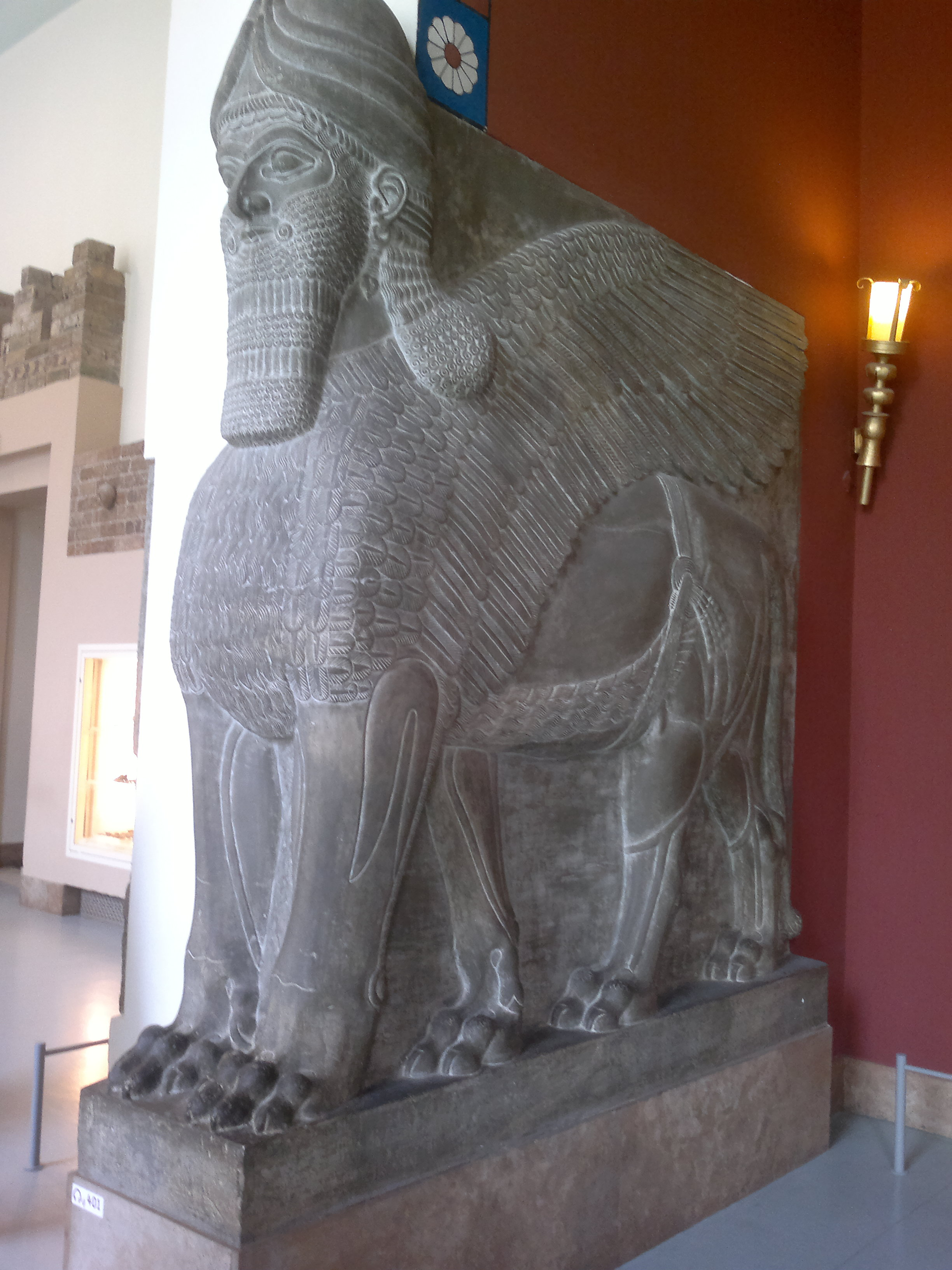
Socha šédú, Pergamonské muzeum v Berlíne

Aladlammú (též alad, akkadsky šédu) – v sumersko-akkadské mytologii většinou dobrý ochranný démon v podobě lva (nebo býka) s lidskou, vousatou hlavou. 

Jsou známy i případy, kdy vystupuje jako zlovolný démon, pravděpodobně nejde o jeho jiné chování, ale pouze o lokální snahu dostat tohoto démona do jiné role.
Ve své ochranné funkci střežil chrám, město, nebo i konkrétního člověka.